# Prima ascesa del Cervino

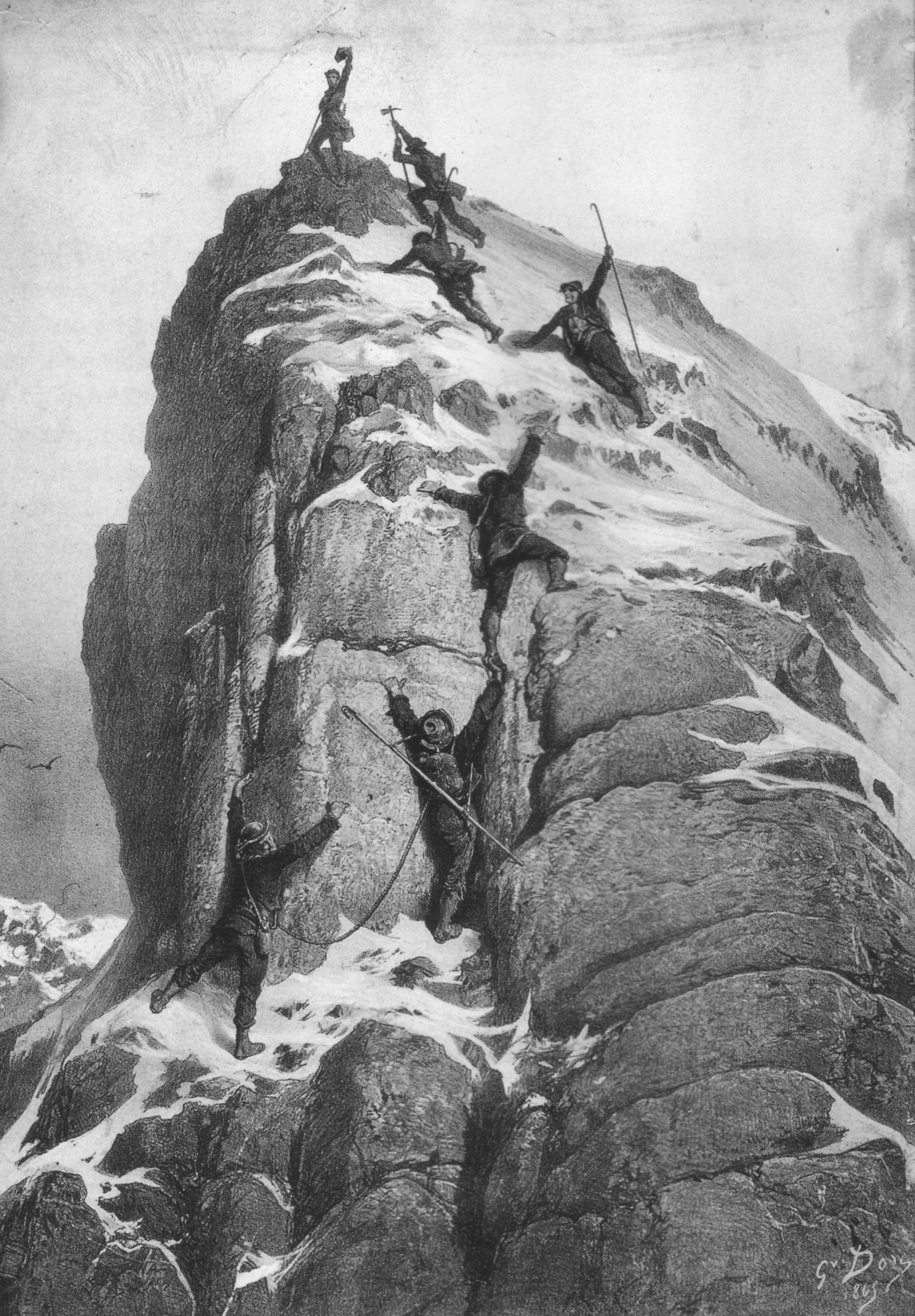
La prima ascesa del Cervino, stampa di Gustave Doré

La prima ascesa del Cervino avvenne il 14 luglio 1865, quando una spedizione britannico-elvetica guidata da Edward Whymper raggiunse la cima del monte Cervino, l'ultima delle grandi montagne delle Alpi a non essere ancora stata scalata completamente. Nonostante l'evento sia terminato in tragedia con la morte di quattro dei sette membri della spedizione, l'impresa del gruppo di Whymper è ricordata come l'ultimo grande successo della cosiddetta "epoca d'oro dell'alpinismo".

## Antefatti
Tra tutte le montagne delle Alpi, il Cervino per lungo tempo è stato una delle più inaccessibili. L'interesse nello scalarlo per la prima volta maturò durante la cosiddetta "epoca d'oro dell'alpinismo", cominciata negli ultimi decenni del XVIII secolo e terminata proprio con l'ambizioso progetto di ascendere il Cervino, ultima tra le grandi vette alpine a rimanere inviolata.
Fin dal 1857 c'erano stati i primi seri tentativi di scalare il Cervino, i più ambiziosi dei quali condotti dal militare italiano Jean-Antoine Carrel, ma tutti senza successo. Dal 1861 invece il britannico Edward Whymper, appassionato di alpinismo, tentò ripetutamente di scalare la montagna passando dal versante italiano, la Cresta del Leone, spesso anche in coppia con Carrel, ma sempre senza riuscirvi.
Nel 1865 Whymper, dopo anni di tentativi, era determinato a conquistare la vetta del Cervino, così si associò alla guida alpina Michel Croz per organizzare al più presto una spedizione. Come preparazione, il 24 giugno aveva asceso con altri le Grandes Jorasses, mentre il 29 giugno l'Aiguille Verte, cime ancora mai ascese fino a quel punto. Sempre intenzionato a salire sul Cervino, si recò quindi a piedi fino in Valtournenche e tentò di organizzare una nuova spedizione assieme a Carrel, che tuttavia dovette declinare perché già impegnato in un'altra cordata finanziata dal ministro delle Finanze italiano Quintino Sella e intenzionata proprio a scalare il Cervino.
Whymper, deciso a battere sul tempo la spedizione italiana, calcolò che a causa del maltempo essa sarebbe stata rallentata di molto, e contò di poterla precedere sulla vetta passando dal versante svizzero. Recatosi subito a Zermatt, si riunì con Croz, che nel frattempo aveva organizzato un gruppetto di alpinisti per una prossima ascesa al Cervino. Whymper decise quindi di unirsi al gruppo, di cui facevano parte anche dei britannici, tra cui i giovanissimi Douglas Hadow e lord Francis Douglas. Riconosciuto come capospedizione, Whymper espresse i suoi dubbi circa la partecipazione alla difficoltosa impresa di Hadow, tra tutti il meno esperto e quindi giudicato inadatto per una scalata del genere, ma fu infine convinto a lasciarlo venire da Charles Hudson, altro alpinista esperto che garantì per il giovane. Il 12 luglio Whymper, ancora in preparazione all'impresa, ascese assieme a lord Douglas il vicino monte Furggen.

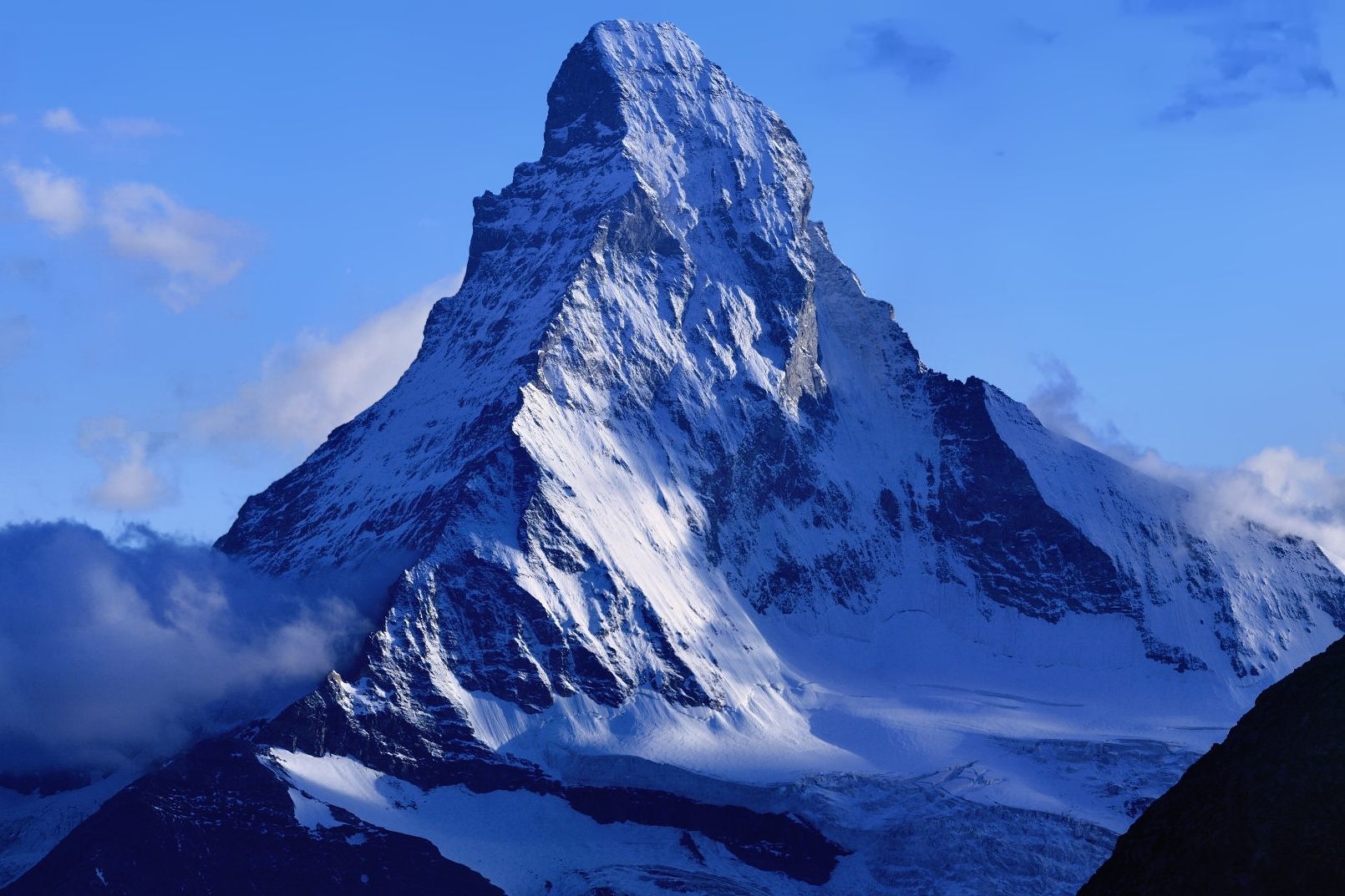
Il monte Cervino (parete orientale e settentrionale)

### Membri della Spedizione Whymper
Di seguito i sette alpinisti che compirono la prima ascesa del Cervino:
- Edward Whymper, capo della spedizione
- Michel Croz, guida alpina
- Peter Taugwalder, guida alpina
- Peter Taugwalder, guida alpina e figlio del precedente
- Charles Hudson, alpinista esperto
- lord Francis Douglas, alpinista esperto
- Douglas Hadow, scalatore provetto

Dei membri del gruppo tre erano guide alpine locali, tre alpinisti esperti e l'ultimo un alpinista appena approcciatosi alla disciplina.

## La prima ascesa del Cervino

### L'ascesa
La spedizione, composta inizialmente da otto uomini (si era aggiunto un altro figlio di Taugwalder), partì da Zermatt in Svizzera la mattina del 13 luglio 1865, intenzionata a battere sul tempo la controparte italiana che godeva di quattro giorni di vantaggio, ma che era anche ostacolata dal maltempo. Whymper aveva acquistato provviste sufficienti per tre giorni, sicuro di riuscire in quel lasso di tempo a scalare la montagna. Dopo il primo giorno di ascesa il gruppo aveva raggiunto quota 3350 metri, e uno dei figli della guida Taugwalder tornò a valle, riducendo quindi il numero degli scalatori a sette.

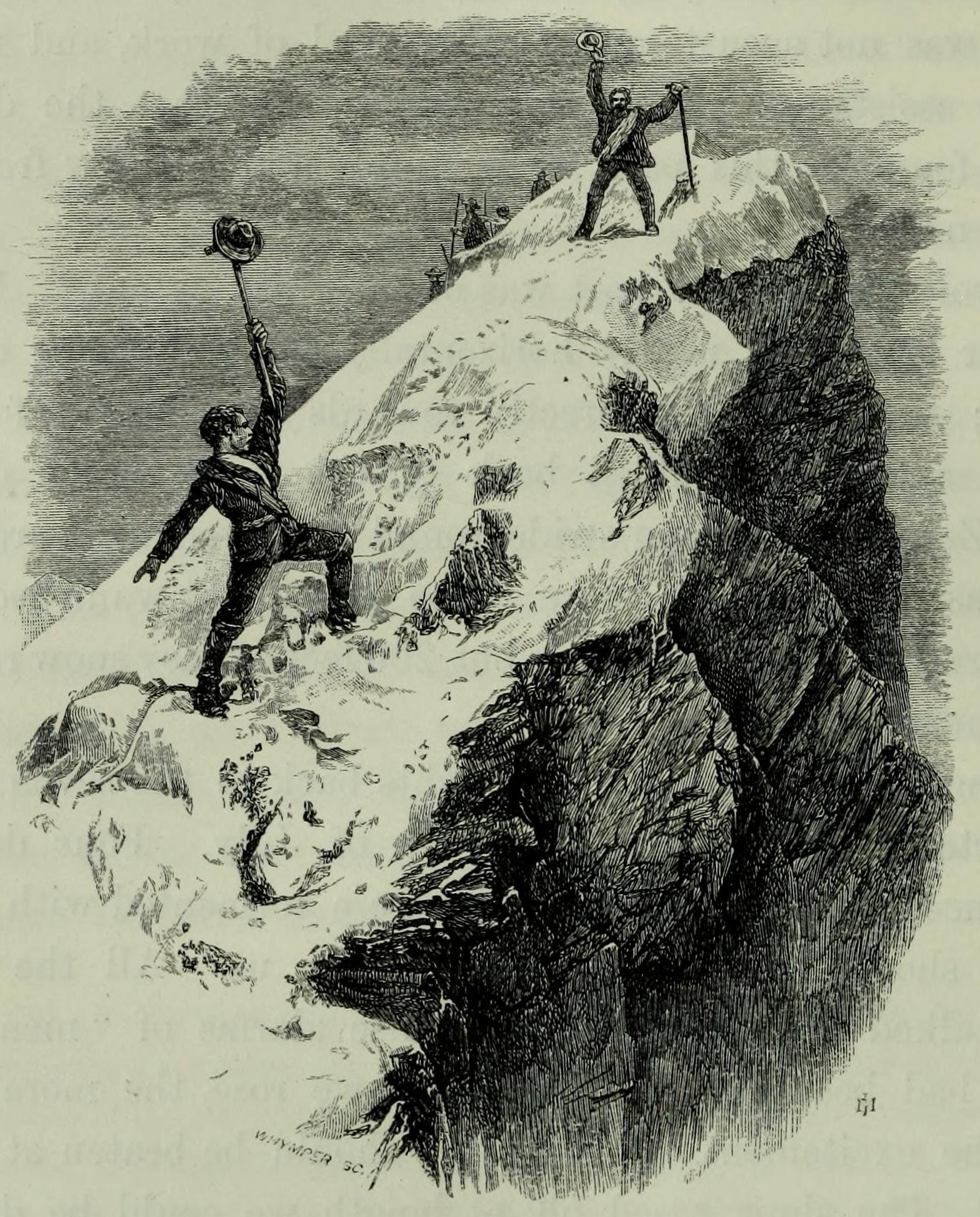
La conquista della cima in un'illustrazione del pittore Josiah Wood Whymper, padre del capo della spedizione

Il versante svizzero era più ripido ma anche più diretto di quello italiano, e il 14 luglio il gruppo di Whymper riuscì a scalare i tratti più impegnativi con relativo agio, a parte alcuni ritardi subiti nei punti più ripidi appena sotto la cima. Alle 13.40, temendo che gli italiani fossero già giunti in vetta, Whymper e Croz furono invece i primi ad arrivare in cima al Cervino, dove scorsero alcune centinaia di metri più in basso i membri della spedizione italiana a cui mancava poco per raggiungerli. Per festeggiare i membri della spedizione Whymper si misero a schiamazzare, provocando una piccola frana che allertò gli italiani di essere stati battuti sul tempo; amareggiati, Carrel e i compagni abbandonarono l'ascesa e tornarono nella base di Valtournenche, da dove alcuni giorni più tardi sarebbero ripartiti per la seconda ascesa del Cervino, compiuta il 17 luglio 1865.
A testimonianza della buona riuscita dell'ascesa, Croz piantò un bastone in cima alla montagna e vi appese la propria giacca, poi dopo circa un'ora di permanenza sulla vetta la spedizione si preparò a ridiscendere.

### La tragedia
Al tempo le cordate di alpinisti procedevano in montagna semplicemente legandosi tra loro con delle corde di canapa. Inizialmente la spedizione si divise in due gruppi, uno più grande di apertura e uno più piccolo di chiusura, costituito da Whymper e da Taugwalder figlio, che erano rimasti per alcuni altri minuti sulla cima. Dopo poco tempo tuttavia Douglas chiese ai due di legarsi a loro volta a Taugwalder padre, chiudifila del primo gruppo, che gli altri temevano non sarebbe stato in grado di reggerli in caso di caduta a causa dell'età. Secondo il successivo resoconto di Whymper, mentre si trovavano sulla vetta Croz gli aveva espresso la propria insoddisfazione riguardo agli altri membri del gruppo, che non riteneva abbastanza veloci e avvezzi alle scalate. Whymper aveva allora disposto che mentre il gruppo scendeva i membri dovessero sempre rimanere assicurati alla roccia con delle corde, ma la disposizione venne infine disattesa.

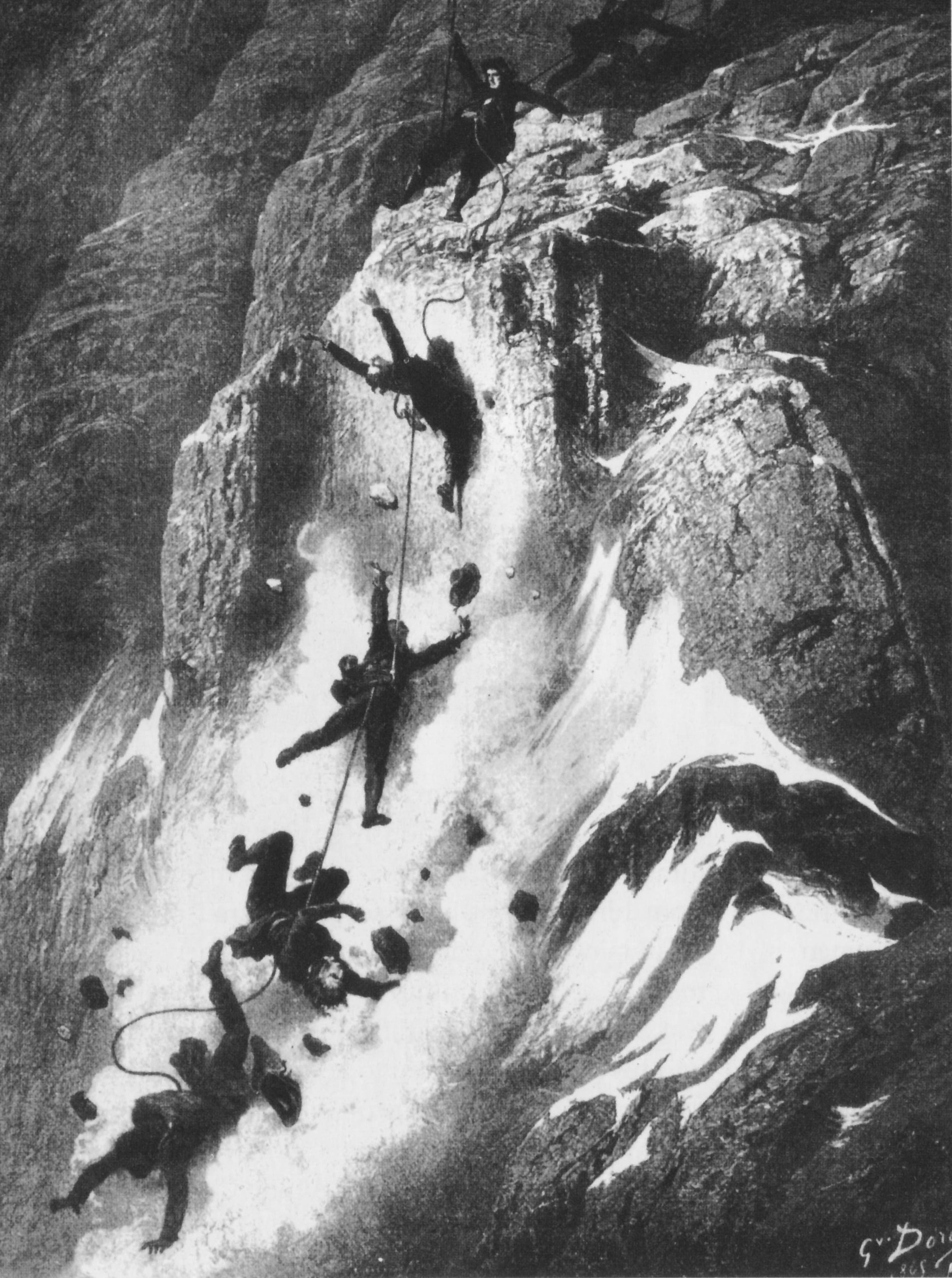
Il disastro del Cervino (Gustave Doré)

A conferma dei timori di Whymper, durante l'ascesa Hadow si era dimostrato il più maldestro e prono a stancarsi, e nella discesa la situazione peggiorò rapidamente. Croz, aprifila del gruppo, doveva fermarsi costantemente per aiutare Hadow, subito dietro di lui, ma in un tratto particolarmente ripido Hadow perse senza preavviso l'equilibrio e scivolò addosso a Croz, facendo franare l'intero gruppo verso il precipizio sottostante. I sette scivolarono per alcuni metri, ma gli ultimi tre membri della cordata (i due Taugwalder e Whymper) riuscirono fortunosamente ad aggrapparsi ad un costone roccioso. La corda che li legava agli altri quattro si spezzò, e subito dopo Croz, Hadow, Hudson e Douglas precipitarono in un burrone profondo oltre mille metri, schiantandosi sulle rocce del fondovalle e morendo sul colpo.
I tre sopravvissuti, in stato di shock, rimasero sul posto per circa mezz'ora, poi riuscirono a ridiscendere, rientrando a Zermatt la mattina del 15 luglio e dando subito l'allarme sulla tragedia. Nei giorni successivi, grazie a una nuova spedizione guidata dallo stesso Whymper e da numerosi volontari sia di Zermatt che stranieri, furono rinvenuti alla base della montagna i corpi di Croz, Hadow e Hudson, mentre quello di Douglas non fu mai ritrovato.

## Conseguenze
I tentativi di ascendere il Cervino per il puro gusto di farlo contribuirono a rendere l'alpinismo una vera e propria disciplina sportiva. La conclusione in tragedia della prima ascesa della montagna causò tuttavia un temporaneo contraccolpo alla popolarità dello sport: Whymper e i Taugwalder furono accusati di negligenza e indagati per la morte degli altri membri della spedizione, che alcuni ritenevano fossero stati da loro deliberatamente uccisi. In realtà la corda utilizzata era solo vecchia e logora, quindi inadeguata a sforzi eccessivi come sostenere il peso di sette uomini; Whymper affermò che, delle tre corde che il gruppo aveva a disposizione, era stata scelta per la discesa proprio quella che lui riteneva più sottile e debole, ma che lui non aveva avuto il tempo di controllare perché attardatosi sulla cima mentre gli altri ripartivano. Nella seconda metà di luglio i tre sopravvissuti dell'ascesa furono detenuti dalle autorità svizzere e interrogati per istituire l'inchiesta relativa al disastro, che Whymper attribuì proprio alla scelta della corda inadeguata da parte di Taugwalder padre.
Anche importanti personalità politiche e culturali, in seguito al disastro, si espressero duramente sull'alpinismo: Charles Dickens lo definì «più folle del gioco d'azzardo», mentre la regina Vittoria del Regno Unito meditò seriamente di farlo dichiarare illegale.

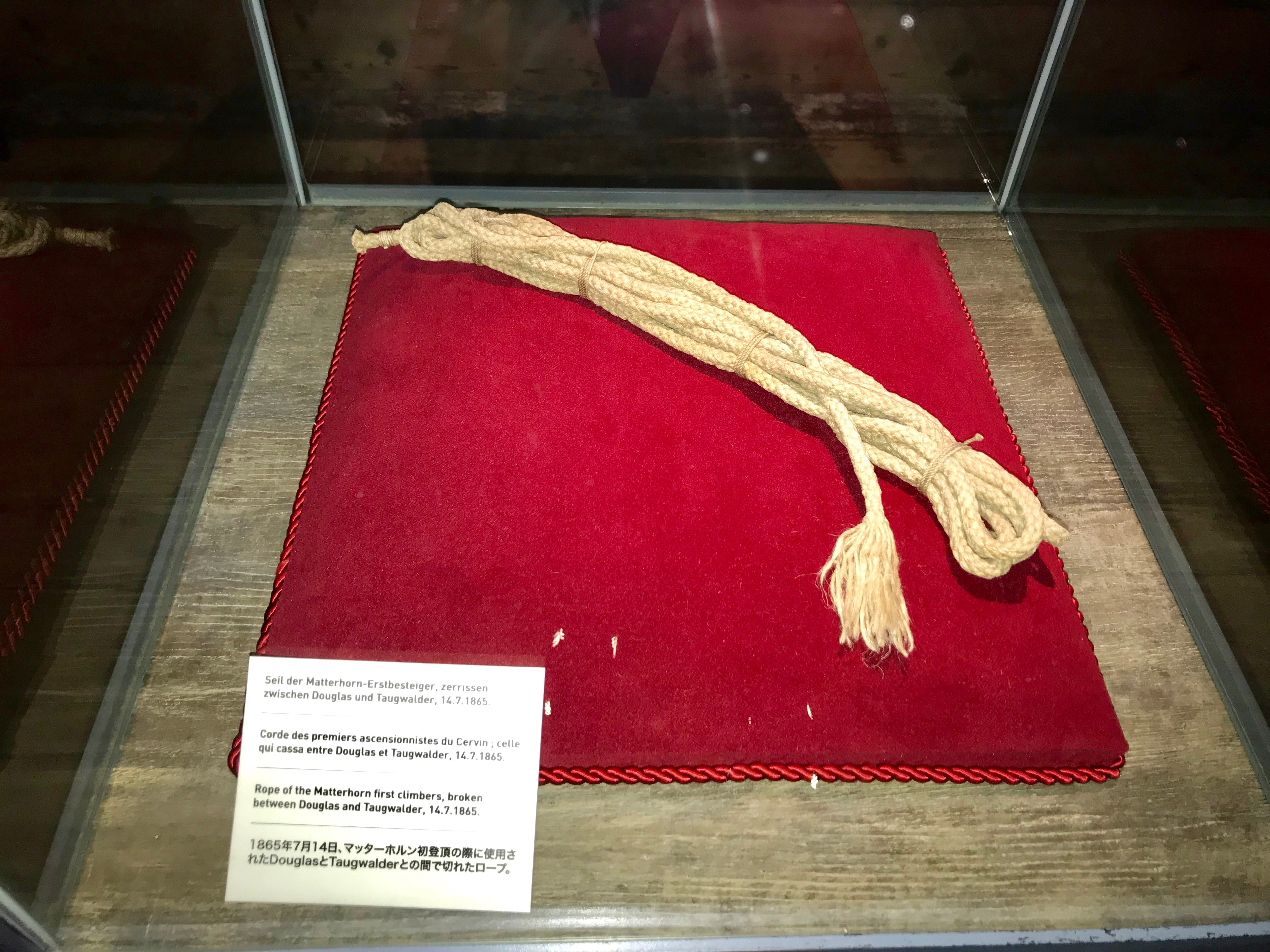
La corda spezzata della prima ascesa del Cervino

## Nella cultura di massa
Nonostante il suo esito infausto, la prima ascesa del Cervino impressionò grandemente i contemporanei. Dietro richiesta della stampa inglese, Edward Whymper scrisse un resoconto della spedizione, pubblicato sul Times già l'8 agosto 1865, mentre Gustave Doré realizzò un ciclo di stampe sull'impresa, mostrandone sia il successo che il successivo disastro. La corda che legava i membri della spedizione Whymper e che si spezzò causando la morte dei quattro alpinisti è tuttora conservata ed esposta al Museo del Cervino di Zermatt.
In occasione del 150° anniversario della prima ascesa del Cervino, il 14 luglio 2015 furono proibite le ascese della montagna in rispetto dei morti della spedizione Whymper, mentre il 17 luglio ebbero luogo delle scalate celebrative e una messa officiata sulla cima della montagna.

## Citazioni in letteratura
La catastrofe del Cervino viene citata nel romanzo Tartarino sulle Alpi di Alphonse Daudet, in occasione della scalata del protagonista sulle Alpi centrali, come esempio di episodio alpinistico di cronaca nera, che ha tuttavia permesso, con il passare del tempo, una ripresa di grandissimo vigore dell'alpinismo e un incremento dei guadagni nel turismo locale (Milano, Oscar Mondadori, 1981, pp.203-204).